# Qàysar ibn Abi-l-Qàssim
Àlim-ad-Din Qàysar ibn Abi-l-Qàssim ibn Abd-al-Ghaní (àrab: عالم الدين قيصر بن أبي القاسم بن عبد الغني, ʿĀlim ad-Dīn Qayṣar b. Abī l-Qāsim b. ʿAbd al-Ḡanī), més conegut com Qàysar at-Taàssif (àrab: قيصر التعاسيف, Qayṣar at-Taʿāsīf) (Alt Egipte, vers 1170-1175 - Damasc, 1251) va ser un matemàtic i enginyer egipci del segle xiii.

## Vida i obra
Va fer els seus estudis a Egipte i a Síria, abans d'anar a Mosul on tindrà com a mestre a Kamal al-Din ibn Yunus, que poc després ho serà també de Nassir-ad-Din at-Tussí. Entrà al servei del governador de la ciutat de Hamat (Síria), on va construir fortificacions i molins d'aigua a la riba del riu Orontes que encara subsisteixen.
Només es conserven quatre cartes que va intercanviar amb Nassir-ad-Din at-Tussí, sobre la demostració del postulat de les paral·leles de Simplici.